# Хелм-Главный
Хелм (пол. Chełm) — главная железнодорожная станция одноименного уездного города в Люблинском воеводстве Польши. Расположена на линии Варшава-Восточная — Дорогуск между станциями Хелм-Восточный (2 км) и Завадовка (10,2 км).
Станция была открыта 17 августа 1877 года. 21 июня 1887 года после открытия железной дороги до станции Брест приобрела статус узловой. Ранее на станции располагалось вагонное депо, ликвидированное в ноябре 2002 года.
Между станциями Хелм и Люблин курсирует 21 пригородный поезд в сутки, что в сумме с международными экспрессами составляет около миллиона пассажиров в год. В направлении границы с Украиной пригородное сообщение отсутствует.

## Перроны
- 1-й: когда-то обслуживал Ягодинское направление, сейчас здесь останавливаются ускоренные и международные поезда.
- 2-й: транзитный — ускоренные и международные поезда.
- 3-й: когда-то обслуживал пригородные поезда до Влодавы, сейчас — пригородное сообщение (Люблин).